# Arvid Pedersøn
Arvid Pedersøn okänt födelseår, men troligen född i Lund. Död omkring 1554—1558. Studerade till präst i Wittenberg och tjänstgjorde till sin död på Bornholm. Psalmförfattare representerad i danska Psalmebog for Kirke og Hjem.

## Psalmer
- Aleneste Gud i Himmelrig
- Et lidet barn så lysteligt
- Guds Søn kom ned fra Himmelrig
- Med fred og fryd jeg farer hen
- Vel mødt, I kristne fromme